# محسن مصطفوی
محسن مصطفوی (زادهٔ ۱۹۵۴ میلادی در تهران)، معمار ایرانی مقیم آمریکا است. او ریاست مدرسهٔ عالی طراحی دانشگاه هاروارد را بر عهده دارد. ریاست وی بر مدرسهٔ عالی طراحی دانشگاه هاروارد تا پایان سال تحصیلی ۲۰۱۸–۲۰۱۹ ادامه خواهد داشت و پس از آن به علت استعفا شخص دیگری جایگزین او خواهد شد. او همچنین از داوران جایزه معماری آقاخان است.

## سوابق
مصطفوی سابقاً رئیس دانشکده معماری دانشگاه کرنل بود، و قبل از آن نیز در دانشگاه پنسیلوانیا تدریس نمود.
محسن مصطفوی که از سال ۱۹۹۵ ریاست مدرسه معماری AA در لندن (به قولی معتبرترین مرکز آموزش معماری در اروپا) را بر عهده داشت، چند سال پیش به ریاست دانشکده معماری و شهرسازی دانشگاه کرونل (یکی از ۵ معتبرترین دانشکده‌های معماری جهان) منصوب شد و این بار به ریاست معتبرترین دانشکده تحصیلات تکمیلی معماری یعنی هاروارد انتخاب شد.
او مدرک معماری خود را از مدرسه AA گرفته و پس از آن تحصیلات و تحقیقات خود را در دوره‌های بالاتر در دانشگاه اسکس و کمبریج گذارنده است.
مصطفوی از اعضای RIBA Royal Institute of British Architects و هیئت صدور مجوز معماری در بریتانیا بوده، قبلاً مدیریت برنامه ۱ معماری در دانشکده معماری هاروارد را تجربه کرده است. وی همچنین در دانشگاه پنسیلوانیا، کمبریج و آکادمی هنرهای زیبای فرانکفورت نیز تدریس کرده است. وی بارها در ایران حضور داشته است.

## تألیف محسن مصطفوی
- Architecture and Continuity در سال ۱۹۸۳
- Delayed Space در سال ۱۹۹۴ با همکاری هما فرجادی
- On Weathering در سال ۱۹۹۳ با همکاری David Leather barrow
- Approximations AA/MIT 2002
- Surface Architecture with David Leather barrow MIT 2002
- Logique Visually Idea Books 2003
- Landscape Urbanism: A Manual for the Mechanic Landscape
- Structure as Space

## دیدگاه راجع به معماری ایران
بر اساس مصاحبه‌ای با نویسندهٔ مجلهٔ مهر، مصطفوی راه برون‌رفت از وضعیت فعلی معماری ایران را نه تقلید از غرب بلکه بررسی وضعیت خاص ایران و کشف راه حل‌های تازه می‌داند.